# Puya volcanensis
Puya volcanensis är en gräsväxtart som beskrevs av Alberto Castellanos. Puya volcanensis ingår i släktet Puya och familjen Bromeliaceae. Inga underarter finns listade i Catalogue of Life.